# Сан-Франсиску-ди-Итабапуана
Сан-Франсиску-ди-Итабапуана (порт. São Francisco de Itabapoana) — город и муниципалитет в Бразилии, входит в штат Рио-де-Жанейро. Составная часть мезорегиона Север штата Рио-де-Жанейро. Входит в экономико-статистический  микрорегион Кампус-дус-Гойтаказис. 
Согласно переписи 2010 года, население составляло 41 354 человека. Плотность населения – 36,84 чел./км²
Расчётное население на 2021 год составляет 42 214 человек. 
Занимает площадь 1118,037 км². 
День города — 18 января.

## История
Город основан 18 января 1995 года.

## Статистика
- Валовой внутренний продукт на 2003 год составляет 249 785 285,00 реалов (данные: Бразильский институт географии и статистики).
- Валовой внутренний продукт на душу населения на 2003 год составляет 5643,46 реалов (данные: Бразильский институт географии и статистики).
- Индекс развития человеческого потенциала на 2000 год составляет 0,688 (данные: Программа развития ООН).

## География
Климат местности: тропический.